# Königsbach (Gemeinde Rabenstein)
Königsbach ist eine Ortschaft in der Gemeinde Rabenstein an der Pielach in Niederösterreich. Die Ortschaft hat 141 Einwohner (Stand 1. Jänner 2024).
Die Streusiedlung befindet sich westlich von Rabenstein an der Ostrampe zur Wetterlucke, von wo der Königsbach, ein linker Zufluss der Pielach, auf Rabenstein zufließt. Es gibt zahlreiche Einzellagen und einige sehr kleine Siedlungen mit ein paar Häusern.

## Geschichte
Im Zuge der Revolution von 1848/1849 im Kaisertum Österreich kam die Ortslage von der Herrschaft Kirchberg an der Pielach zur Gemeinde Rabenstein an der Pielach.
Laut Adressbuch von Österreich waren im Jahr 1938 in Königsbach einige Landwirte ansässig, zudem gab es eine Knopffabrik.